# Xenochalepus
Xenochalepus es un género de escarabajos de la familia Chrysomelidae. El género fue descrito científicamente primero por Weise en 1910. Es predominentemente neotropical. Las larvas se alimentan de especies de la familia Fabaceae. Hay alrededor de 100 especies de este género:
- Xenochalepus ampliatus (Chapuis, 1877)
- Xenochalepus amplipennis (Baly, 1885)
- Xenochalepus angustus (Chapuis, 1877)
- Xenochalepus annulatus (Pic, 1931)
- Xenochalepus annulipes (Waterhouse, 1881)
- Xenochalepus apicipennis (Chapuis, 1877)
- Xenochalepus arcuatus Uhmann, 1940
- Xenochalepus assimilis Uhmann, 1947
- Xenochalepus ater (Weise, 1905)
- Xenochalepus atriceps (Chapuis, 1877)
- Xenochalepus bahianus (Uhmann, 1952)
- Xenochalepus bajulus (Weise, 1911)
- Xenochalepus bicostatus (Chapuis, 1877)
- Xenochalepus bilineatus (Chapuis, 1877)
- Xenochalepus bogotensis Weise, 1921
- Xenochalepus boliviensis Pic, 1931
- Xenochalepus brasiliensis Pic, 1931
- Xenochalepus cayennensis Pic, 1931
- Xenochalepus cephalotes (Chapuis, 1877)
- Xenochalepus chapuisi (Baly, 1885)
- Xenochalepus chromaticus (Baly, 1885)
- Xenochalepus contubernalis (Baly, 1885)
- Xenochalepus cruentus Uhmann, 1948
- Xenochalepus curticornis Pic, 1931
- Xenochalepus cyanura Blake, 1971
- Xenochalepus dentatus (Fabricius, 1787)
- Xenochalepus deyrollei (Chapuis, 1877)
- Xenochalepus dictyopterus (Perty, 1832)
- Xenochalepus dilaticornis Pic, 1931
- Xenochalepus discernendus Uhmann, 1940
- Xenochalepus discointerruptus Pic, 1932
- Xenochalepus diversipes Pic, 1931
- Xenochalepus donckieri Pic, 1931
- Xenochalepus erichsoni (Weise, 1905)
- Xenochalepus erythroderus (Chapuis, 1877)
- Xenochalepus faustus (Weise, 1905)
- Xenochalepus festivus (Weise, 1911)
- Xenochalepus fiefrigi Spaeth, 1937
- Xenochalepus firmus (Weise, 1910)
- Xenochalepus fraternalis (Baly, 1885)
- Xenochalepus frictus (Weise, 1905)
- Xenochalepus goyasensis Pic, 1931
- Xenochalepus gregalis (Weise, 1921)
- Xenochalepus guerini (Chapuis, 1877)
- Xenochalepus guyanensis Spaeth, 1937
- Xenochalepus haroldi (Chapuis, 1877)
- Xenochalepus hespenheidei Staines, 2000
- Xenochalepus holdhausi (Spaeth, 1937)
- Xenochalepus humerosus Uhmann, 1955
- Xenochalepus incisus (Weise, 1911)
- Xenochalepus jacobi Uhmann, 1937
- Xenochalepus kolbei (Weise, 1911)
- Xenochalepus longiceps Pic, 1931
- Xenochalepus maculicollis (Champion, 1894)
- Xenochalepus media (Chapuis, 1877)
- Xenochalepus mediolineatus (Baly, 1885)
- Xenochalepus metallescens (Weise, 1905)
- Xenochalepus minarum Spaeth, 1937
- Xenochalepus monrosi Uhmann, 1951
- Xenochalepus mucunae Maulik, 1930
- Xenochalepus nigriceps (Blanchard, 1843)
- Xenochalepus nigripes (Weise, 1905)
- Xenochalepus notaticollis (Chapuis)
- Xenochalepus ocelliger Uhmann, 1940
- Xenochalepus octocostatus (Weise, 1911)
- Xenochalepus omogerus (Crotch, 1873)
- Xenochalepus ornatus (Weise, 1911)
- Xenochalepus ovatus Uhmann, 1938
- Xenochalepus palmeri (Baly, 1885)
- Xenochalepus peruvianus (Weise, 1905)
- Xenochalepus phaseoli Uhmann, 1938
- Xenochalepus pictus (Weise, 1911)
- Xenochalepus platymeroides Uhmann, 1938
- Xenochalepus platymerus (Lucas, 1859)
- Xenochalepus potomaca (Butte, 1968)
- Xenochalepus pugillus Spaeth, 1937
- Xenochalepus rectefasciatus Pic, 1932
- Xenochalepus robiniae (Butte, 1968)
- Xenochalepus robustus Pic, 1931
- Xenochalepus rubripennis Spaeth, 1937
- Xenochalepus rubronotatus Pic, 1931
- Xenochalepus rufithorax (Baly, 1885)
- Xenochalepus serrata (Fabricius, 1787)
- Xenochalepus signaticollis (Blay, 1885)
- Xenochalepus suturata (Uhmann, 1957)
- Xenochalepus tandilensis Bruch, 1933
- Xenochalepus thoracicus (Fabricius, 1801)
- Xenochalepus transversalis (Chapuis, 1877)
- Xenochalepus trilineatus (Chapuis, 1877)
- Xenochalepus unvittatus (Baly, 1885)
- Xenochalepus velutinus (Chapuis, 1877)
- Xenochalepus venezuelensis Pic, 1931
- Xenochalepus viridiceps Pic, 1934
- Xenochalepus vittatipennis Spaeth, 1937
- Xenochalepus waterhousei (Baly, 1885)
- Xenochalepus weisei Spaeth, 1937